# 肖峰
肖峰（1932年—2025年7月8日），江苏江都（一作邗江）人，中国油画家、艺术教育家，中国美术家协会原副主席、顾问，中国美术学院原院长，第九届全国政协委员。